# Gamasellus
Gamasellus är ett släkte av spindeldjur. Gamasellus ingår i familjen Ologamasidae.

## Dottertaxa tillGamasellus, i alfabetisk ordning[1]
- Gamasellus acutus
- Gamasellus alexandrovae
- Gamasellus alpinus
- Gamasellus bellavistae
- Gamasellus borealis
- Gamasellus caucasicus
- Gamasellus changbaiensis
- Gamasellus concinnus
- Gamasellus cooperi
- Gamasellus cophinus
- Gamasellus davydovae
- Gamasellus deepdalensis
- Gamasellus discutatus
- Gamasellus dunhuaensis
- Gamasellus exiquns
- Gamasellus ezoensis
- Gamasellus falciger
- Gamasellus falculatus
- Gamasellus grishinae
- Gamasellus grossi
- Gamasellus humosus
- Gamasellus inermis
- Gamasellus kurilensis
- Gamasellus lanceotatus
- Gamasellus lativentralis
- Gamasellus leggetti
- Gamasellus leptinochaetus
- Gamasellus litoprothrix
- Gamasellus losovensis
- Gamasellus montanus
- Gamasellus morogoroensis
- Gamasellus muscosus
- Gamasellus mycophagus
- Gamasellus nepotulus
- Gamasellus nivalis
- Gamasellus orientalis
- Gamasellus peninsularis
- Gamasellus plumatilis
- Gamasellus plumosus
- Gamasellus puberulus
- Gamasellus pulcherimus
- Gamasellus pyriformis
- Gamasellus quartornatus
- Gamasellus quintornatus
- Gamasellus robustipes
- Gamasellus sexornatus
- Gamasellus shcherbakae
- Gamasellus shongweniensis
- Gamasellus silvaticus
- Gamasellus simpliciseta
- Gamasellus southcotti
- Gamasellus spiricornis
- Gamasellus sternopunctatus
- Gamasellus taeniatus
- Gamasellus tasmanicus
- Gamasellus tianmuensis
- Gamasellus tindalei
- Gamasellus tragardhi
- Gamasellus tschucotensis
- Gamasellus tundriensis
- Gamasellus tuvinycus
- Gamasellus uluguruensis
- Gamasellus venustus
- Gamasellus vibrissatus
- Gamasellus villosus
- Gamasellus virgosus
- Gamasellus volkovi
- Gamasellus xini
- Gamasellus yastrebtsovi
- Gamasellus yosiianus